# Преторианска префектура Галия
Преторианска префектура на галите (на латински: praefectura praetorio Galliarum) е една от четирите големи префектури, на които късната Римската империя е била административно подразделена.

## История
Териториално-административната структура е създадена след смъртта на Константин I през 337 година, когато империята е разделена между неговите синове и Константин II получава властта над западните провинции, администрирани от преториански префект и негов главен адютант. Префектурата включва четири диоцеза - диоцез Галия, диоцез на седемте провинции, диоцез Испания и диоцез Британия. Площта, кпято тя заема значително се припокрива с тази на краткотрайно просъществувалата Галска империя три века по-рано. След разделянето на империя през 395 префектура Галия продължават да принадлежи на Западната Римска империя. Столица е Аугуста Треверорум до 395 г., а през 407 седалището вече е в Арелат. Северните дялове на префектурата продължават да функционира до 477 като Кралство Соасон - доминион на Римския император, управляван от Сиагрий до битката при Соасон, когато са покорени от франките. На юг последните райони, намиращи се под римски контрол са покорени от вестготите.
През 510 кралят на остготите Теодорих Велики възстановява префектурата в една малка част на Галия (днешен Прованс) със седалище отново в Арелат. Това краткоживущо възраждане продължава дотогава, докато районът от своя страна не е завладян от франките през 536, докато остготите водят Готската война с Византия.

## Списък на известните преториански префекти на галите

### IV век
Юний Аний Бас (318-331) 

  Целий Сатурнин (331-335)

  Анний Тибериан (335-337) 

  Аврелий Амброзий (337-340)

  Аконий Катулин (341)

  Фабий Tициан (342-350)

  Вулкаций Руфин (353-354)

  Руфий Волузиан (354-355)

  Хонорат (355-357)

  Флавий Флоренций (357-360)

  Невридий (360-361)

  Децимий Германик (361)

  Салустий (363)

  Секст Клавдий Петроний Проб (366)

  Вулкаций Руфин (II мандат (366-368)

  Максимин (371-376)

  Флавий Клавдий Антоний (376-377)

  Авзоний (377-378)

  Сибурий (378-382)

  Флавий Малий Теодор (382-383)

  Еводий (384-386)

  Константиниан (389)

  Флавий Неотерий (390)

  Хилариус (396)

  Теодор (396/397)

### V век
Aндромах (401)

  Постум Дардан (402)

  Ромулиан (404-405)

  Петроний (402-408)

  Лимений (408) - убит в Тицинум

  Аполинарий (408)

  Децим Рустик (409-411)

  Постум Дардан (II мандат, 412-413)

  Виценций (413)

  Юлий (414)

  Флавий Юлий Агрикола (416-418)

  Екзуперанций (421-424)

  Амат (425)

  Флавий Аеций (426-427)

  Ауксилиар (435-437)

  Авит (439)

  Флоренций (439)

  Деций Албин (440)

  Марцел (441-445)

  Тонантий Фереол (450/451-453)

  Приск Валериан (до 456)

  Пеоний (456-458)

  Магн (459-460)

  Aрванд(464-469)

  Флавий Магн (469)

  Магн Феликс (470)

  Евтропий (471)

### VI век
Петър Марцелин Феликс Либерий (510-536) – префект под Остготско върховенство.